# Karoline von Zöllner
Karoline Henriette Auguste Johanna von Zöllner, auch Caroline von Zöllner (* 23. August 1795 in Göhren als Karoline Henriette Auguste Johanna von Grape; † 5. Oktober 1868 in Dresden) war eine deutsche Schriftstellerin.

## Leben
Karoline von Zöllner kam als jüngere Tochter und fünftes Kind des königlich schwedischen Majors Ernst Andreas von Grape (1756–1822) in dessen Ehe mit (Christiana Elisabeth) Albertina, geb. von Altrock (1763–1820) in Göhren bei Malchow (heute: Göhren-Lebbin) zur Welt, wo ihr Vater wohl erst seit der Hochzeit der Eltern 1786 Gutsbesitzer war. Sie wuchs in Göhren auf und wurde zunächst im Elternhaus unterrichtet. Später erhielt sie ihre Schulbildung in Berlin und in Dresden, wo sie nach dem Tod ihrer Mutter bei einer Tante wohnte.
In Dresden heiratete sie zu Beginn der 1820er-Jahre den königlich-sächsischen Offizier, später Hauptmann a. D. Heinrich Gottlob von Zöllner. Mit ihm hatte sie einen Sohn Carl Theodor (um 1823; † 26. Dezember 1834 in Dresden), der elfjährig starb und für den Ernst Rietschel ursprünglich ein Grabmal entwerfen sollte, woraus aber am Ende nur eine Porträtbüste wurde. 1857 war Karoline von Zöllner verwitwet.
Nach ihrem Geburtsort gab sich von Zöllner das Pseudonym Caroline von Göhren. Sie veröffentlichte Novellen, Erzählungen und Romane. Zahlreiche ihrer Werke richteten sich an ein jugendliches Publikum. Ihre Jugendschriften erschienen unter anderem in der Jugend-Bibliothek von Gustav Nieritz, mit dem sie bekannt war. Im Alter erblindete von Zöllner, erlitt vor 1865 einen Schlaganfall und verstarb 1868 in Dresden.

## Werke
- Die Adoptivtochter. Roman in zwei Bänden. Kretzschmar, Leipzig 1846.
- Robert. Roman in drei Bänden. Hallberg, Stuttgart 1847.
- Die Einquartierung. Roman in zwei Bänden. Hallberger, Stuttgart 1849. (Digitalisat 1. Theil)
- Novellen. 1850.[7]
- Ottomar. Roman aus der Jetztzeit. 3 Bände. Schaefer, Dresden 1850.
- Victor und Thora. Von Carline von Göhren. Roman. Wienbrack, Leipzig 1851. (Digitalisat)
- Glieder einer Kette. Novellen. Wienbrack, Leipzig 1852.
- Ein Carneval in Dresden oder Scenen aus dem Leben eines sächsischen Offiziers. Roman. Literatur-Bureau, Leipzig 1854.
- Das geraubte Kind. Eine Erzählung für die Jugend. Voigt & Günther, Leipzig 1855.
- Die Brautschau. Roman in zwei Bänden. Janke, Berlin 1856.
- Frauenliebe und Künstlerberuf. Roman in zwei Bänden. Verlags-Comptoir, Hamburg 1856.
- Handwerk hat einen goldenen Boden. Erzählung. Schlicke, Leipzig 1857.
- Die Geburtstagsfeier oder die Reise nach Java. Erzählung für die Jugend. Schlicke, Leipzig 1857.
- Christian Wohlgemuth oder der innere Beruf. Schlicke, Leipzig 1857.
- Die Waise oder eine gute That findet oft auf Erden schon ihren Lohn. Erzählung. Voigt & Günther, Leipzig 1858.
- Aus dem Salonleben. Roman in zwei Bänden. Büchting, Nordhausen 1859.
- Bilder aus einem Kinderleben. Erzählung für die Jugend. Voigt & Günther, Leipzig 1861.